# Шаблиевский, Георгий Васильевич
Георгий Васильевич Шаблиевский (1892—1974, Москва) — секретарь Таганрогского окружного комитета РКП(б), директор Таганрогского металлургического завода.

## Биография
Родился в 1892 году.
В 1917 году был членом Таганрогского комитета РСДРП(б). Делегат VI съезда РСДРП(б) и VII съезда РКП(б). Член Донбюро РКП(б).
В 1922 году был назначен директором Таганрогского металлургического завода.
Член Комиссии советского контроля при СНК СССР (1934—1939).